# Červené Poříčí
Obec Červené Poříčí (německy Kronporitschen) se nachází v okrese Klatovy, kraj Plzeňský. Žije zde 240 obyvatel.

## Historie
První písemná zmínka o obci pochází z roku 1318.
Od 30. dubna 1976 do 23. listopadu 1990 byla vesnice součástí města Švihov a od 24. listopadu 1990 se stala samostatnou obcí.

## Pamětihodnosti
- Zámek Červené Poříčí (národní kulturní památka)
- Pivovar
- Kaple Nejsvětějšího Srdce Páně, před zámkem
- Kaplička svatého Jana Nepomuckého, u silnice na Švihov
- Socha svatého Jana Nepomuckého

## Galerie

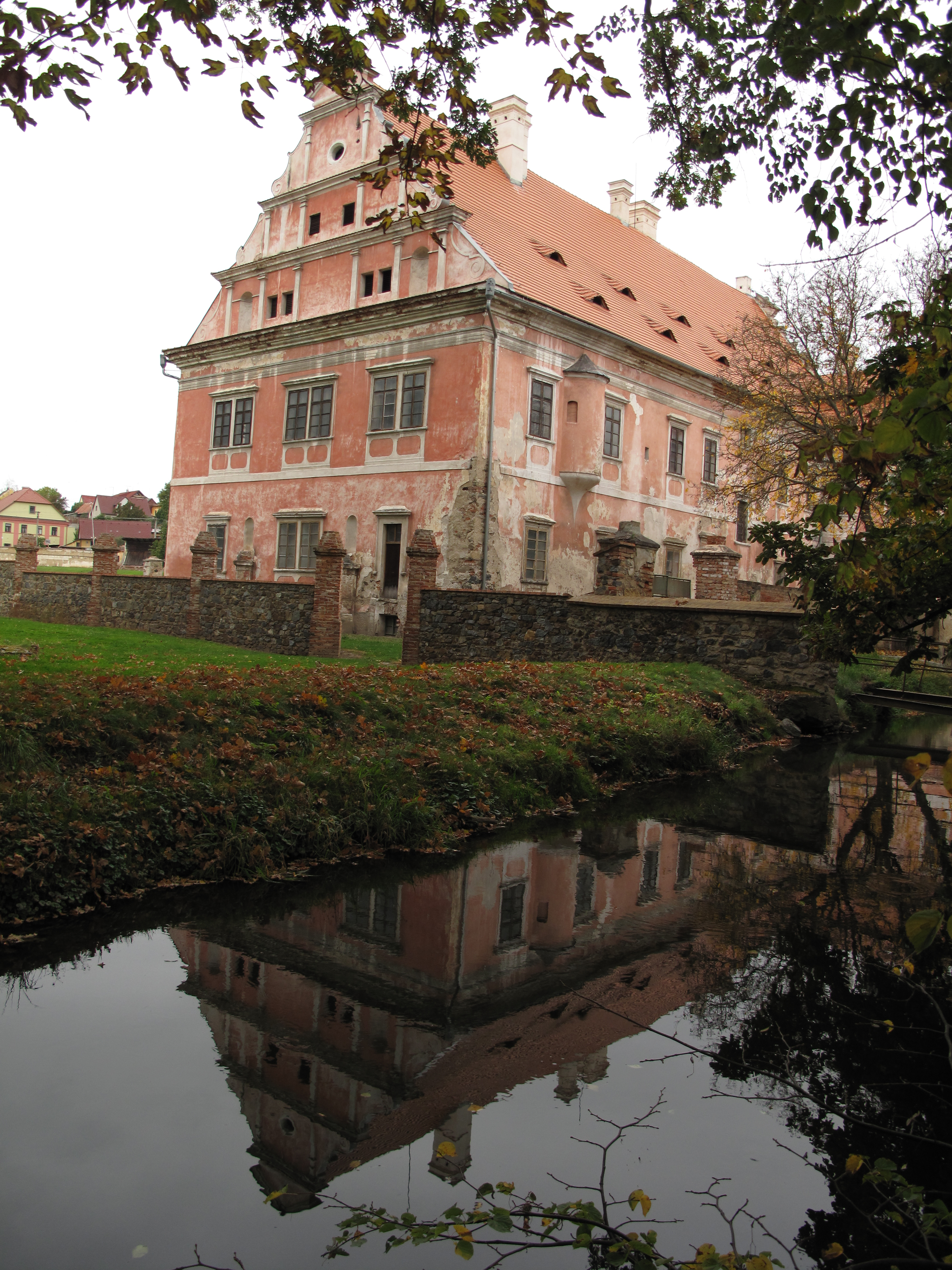
Zámek
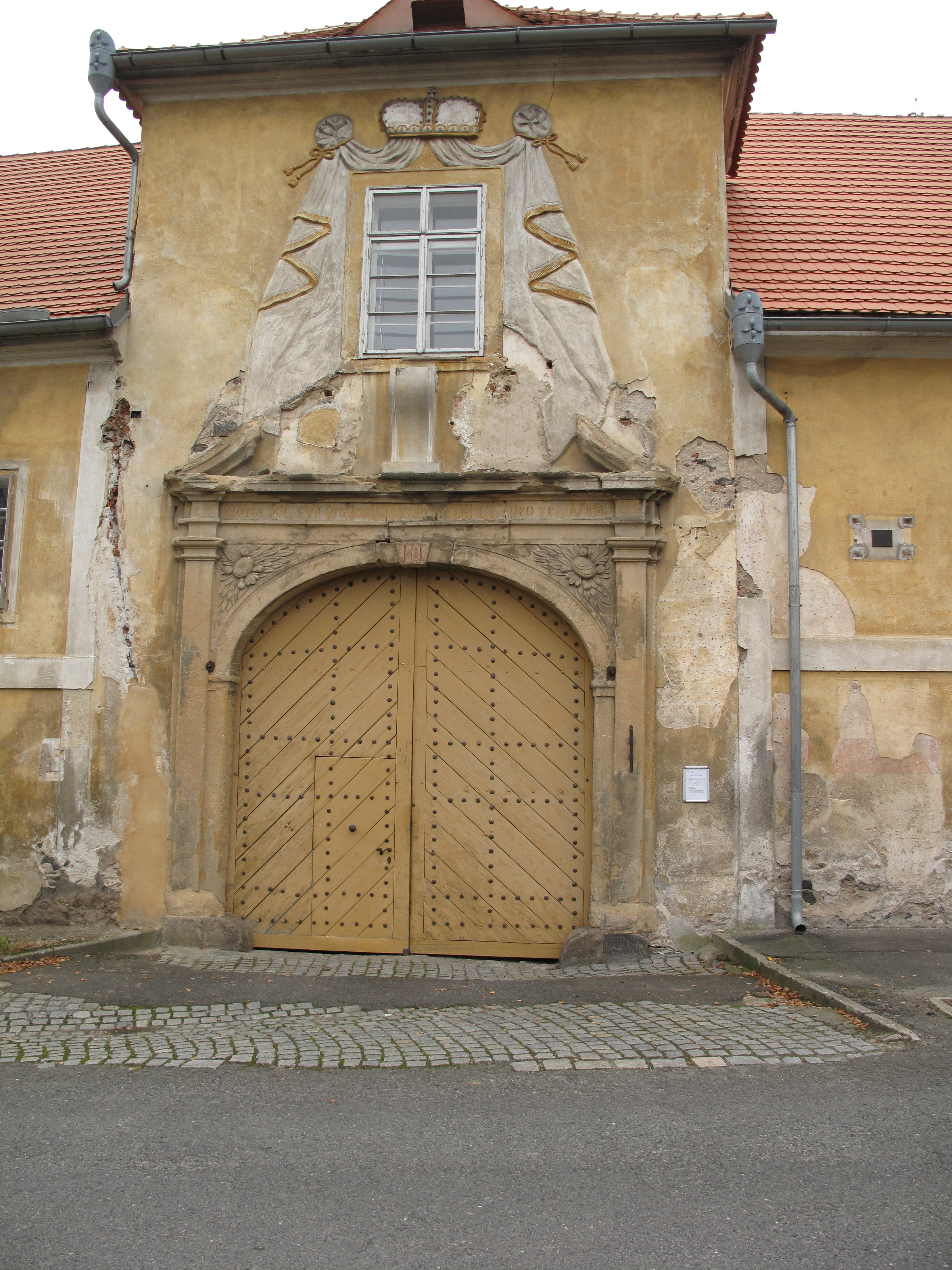
Vrata zámku
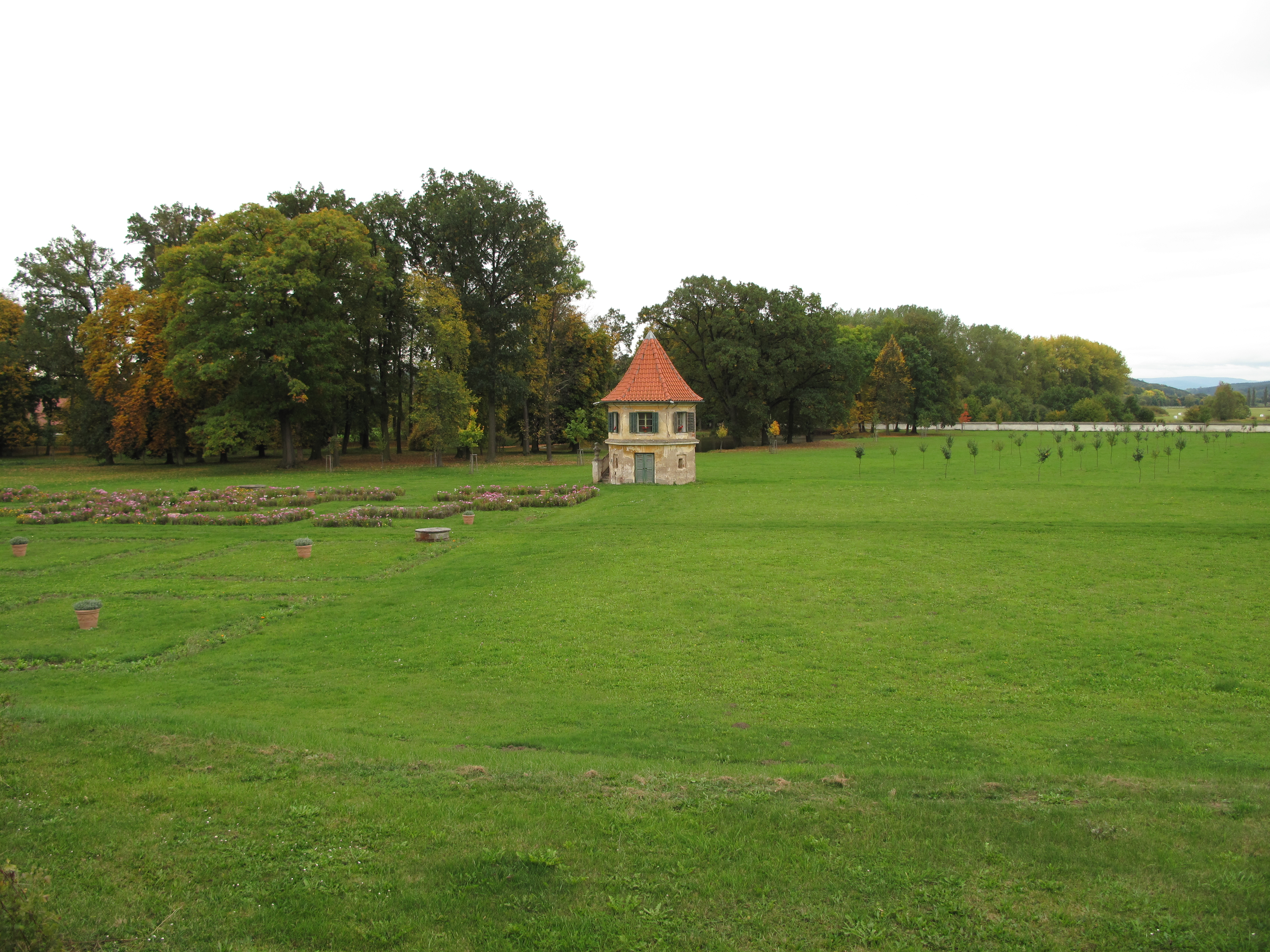
Zámecká zahrada